# Droga wojewódzka nr 274
Droga wojewódzka nr 274 (DW274) – droga wojewódzka o długości 1 km łącząca stację kolejową z Emilianowa, do DK10 w Bydgoszczy. 
Droga w całości biegnie na terenie powiatu bydgoskiego.